# Lethenborg
Lethenborg er dannet i 1830 af Peter Herschend til Herschendsgave. Lethenborg ligger 7,5 km nordøst for Hovedgård Station. umiddelbart vest for landevejen Horsens-Århus. Gården ligger i Hylke Sogn i Skanderborg Kommune.
Lethenborg er på 96 hektar

## Ejere af Lethenborg
- (1830-1853) Peter Herschend nr2
- (1853-1881) Emilie Fischer gift Herschend
- (1881-1893) Peter Herschend nr3
- (1893-1922) Peter Bojsen
- (1922-1936) E.P. Bojsen
- (1936-1970) C.E. Nielsen
- (1970-1999) Uffe Nielsen Lethenborg
- (1999-2000) Erik Duus Jørgensen
- (2000-2001) Jens Windahl Jensen
- (2001-)Else Windahl Jensen

|  | Denne artikel om en bygning eller et bygningsværk kan blive bedre, hvis der indsættes et (bedre) billede. Du kan hjælpe ved at afsøge Wikimedia Commons for et passende billede eller lægge et op på Wikimedia Commons med en af de tilladte licenser og indsætte det i artiklen. |

56°0′14″N 10°1′47.7″Ø / 56.00389°N 10.029917°Ø